# Ismahila Ouédraogo
Ismahila Ouédraogo, né le 5 novembre 1999 à Ouagadougou, est un footballeur international burkinabè. Il joue au poste de milieu de terrain au Atromitos FC.

## Biographie

### En club
Ismahila Ouédraogo commence sa carrière de footballeur à Ouagadougou. Milieu défensif très prometteur, il est issu du centre de formation KOZAF. Il évolue en première division avec le club du même nom KOZAF FC de 2015 à 2018. Ensuite, il signe un contrat avec l'AS Douanes du Burkina de 2015 à 2018. Milieu de terrain dans l'équipe des « gabelous »,, sa fougue et son style de jeu s’apparentent à ceux du footballeur français, N'Golo Kanté. Il a même été surnommé par les supporteurs « N’Golo Kanté ». Il montre toujours une intelligence dans le jeu, une maîtrise de sa force physique et une capacité à se projeter vers l’attaque. Fort de ses belles performances en championnat du Burkina et au Championnat d`Afrique des Nations (CHAN) 2020, il attire les regards de beaucoup de recruteurs de championnats africains et européens. Le club turc Yeni Matalyaspor lui avait même offert un visa pour un éventuel transfert. Finalement, il opte, le 1er août 2021, pour le PAOK Salonique en Grèce. Mais, Ismahila n’arrive pas à trouver ses marques dans le championnat hellénique de première division, la Superleague. Pour cela il a été prêté le 22 juillet 2022, au Volos Football Club, toujours en superleague grecque jusqu’au 4 septembre 2022 où il fait son retour au PAOK Salonique.
En 2021, il signe avec le PAOK Salonique mais ne joue pas avec l'équipe première. Il compte sept apparitions avec l'équipe réserve.
Il a un contrat avec PAOK Thessalonique jusqu’au 30 juin 2025. il est prêté pour la saison 2023-24 à Panserraikos Football Club qui évolue en première division de Grèce,.

### En sélection
Il joue son premier match international le 22 septembre 2019, contre le Ghana, lors des éliminatoires du championnat d'Afrique des nations 2020 (victoire 0-1).
Il participe ensuite à la phase finale du championnat d'Afrique des nations 2020, organisé au Cameroun. Lors de cette compétition, il joue trois matchs. Il est élu Homme du match de la rencontre opposant l’équipe du Burkina aux Warriors de Zimbabwe, le 20 janvier 2021, au Championnat d`Afrique des Nations (CHAN). Les Etalons du Burkina gagnent 3-1. Ismahila Ouédraogo est au départ du premier but burkinabè inscrit par Issouf Sosso. Ainsi, le Burkina remporte sa première victoire de l’histoire d’une phase finale du championnat d’Afrique des nations de football (CHAN),.
Alors qu’il évoluait à l’AS Douanes, il a été élu meilleur joueur AJSB du mois de décembre 2020 du championnat burkinabè de première division, le sélectionneur national, Kamou Malo l’insère dans sa liste élargie de 33 joueurs des Etalons A pour jouer deux rencontres amicales, le 5 juin 2021, à Abidjan,contre la Cote d’ivoire et le 12 juin 2021, à Rabat, contre le Maroc,. Sa première sélection en équipe du Burkina a été commenté par Aristide Bancé, un ancien international burkinabè qui l’encourage à continuer dans l'excellence.
Avec les Etalons, il participe aux éliminatoires de la Coupe du monde de football 2022, où le Burkina a manqué de peu de se qualifier pour la première fois, barré par l’Algérie.
Ismahila Ouédraogo fait partie de l’équipe du Burkina qui termine quatrième à la Coupe d’Afrique des Nations 2021 au Cameroun. Après avoir marqué 3 buts au Cameroun, (3-0) le Burkina se fait rejoindre au score. Le Cameroun l'emporte aux tirs au but.
Le 20 décembre 2023, il est retenu dans la liste des vingt-sept joueurs burkinabés sélectionnés par Hubert Velud pour disputer la Coupe d'Afrique des nations 2023.

## Palmarès

### En club
- Vice-champion du Burkina Faso en 2021 avec l'AS Douanes

### En sélection
- 4e à la Coupe d'Afrique des Nations en 2022 avec l'équipe du Burkina Faso de football
- Médaillé d'or des Jeux africains de 2019 avec l'équipe du Burkina Faso des moins de 20 ans

### Distinctions personnelles
- Meilleur joueur AJSB du mois de Décembre 2020 du Championnat du Burkina de football de première division.